# Neuwartensleben
Neuwartensleben ist ein Ortsteil der Gemeinde Schollene im Osten des Landkreises Stendal in Sachsen-Anhalt.

## Geografie
Neuwartensleben, ein ehemaliges Kolonistendorf, liegt vier Kilometer westlich von Schollene am Rand des Schollener Beckens im Fauna-Flora-Habitat-Gebiet „Untere Havel und Schollener See“ im Land Schollene. Östlich des Dorfes liegt das Naturschutzgebiet Schollener See.

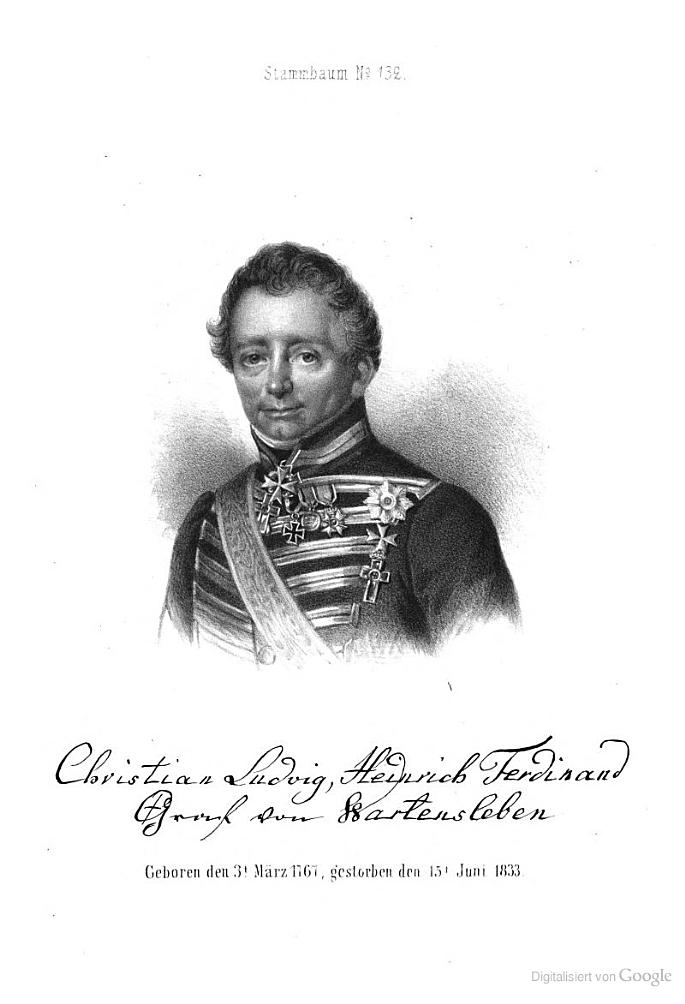
Graf Ludwig Christian von Wartensleben (1767–1833)

## Geschichte

### Neuzeit
Im Jahre 1817 verkaufte Graf Ludwig Christian von Wartensleben einen Teil seiner Schollener Ländereien am Rand der Klietzer Heide an 20 Familien aus dem westhavelländischen Orten wie Wassersuppe und Ferchesar. Jede erhielt eine fünf Hektar große Parzelle. Die sechs Hofstellen waren etwa 100 Meter voneinander entfernt. Am 4. November 1818 wurde dem Grafen von Wartensleben auf Karow gestattet, der von ihm angelegten neuen Kolonie zwischen den Dörfern Ferchels und Mahlitz auf der Straße von Rathenow nach Sandau den Namen Neu Wartensleben zu geben. Am 5. Januar 1839 wurde die Kolonie Neu-Wartensleben durch eine Kabinettsorder des Königs zu einer Gemeinde erhoben. Am 27. September 1910 wurde Neuwartensleben als die amtliche Schreibweise festgesetzt.
Bereits 1845 gab es ein mit Stroh gedecktes kleines niedriges Schulhaus. 1897 wurde mit staatlichen Mitteln ein massives Schulhaus errichtet. 1945 waren alle 8 Jahrgänge in einem Raum untergebracht. 1946/47 stieg die Zahl der Schüler auf 70 an, nachdem viele Flüchtlinge und Vertriebene in den Ort gekommen waren. Ab 1953 mussten die Schüler zur Schule nach Schollene.
Im Jahre 2017 wurde das 200-jährige Ortsjubiläum gefeiert.

### Archäologie
Im 20. Jahrhundert wurde bei Neuwartensleben ein slawischer Siedlungsplatz erforscht. Geborgen wurden mit Kammstrich verzierte Scherben aus dem 9. bis 10. Jahrhundert.

### Eingemeindungen
Neuwartensleben gehörte früher zum Kreis Jerichow II, dem späteren Landkreis Jerichow II in der preußischen Provinz Sachsen.
Am 30. September 1928 wurden die beiden Gutsbezirke Mahlitz und Nierow mit der Landgemeinde Neuwartensleben vereinigt.
Am 20. Juli 1950 wurde die bis dahin eigenständige Gemeinde Neuwartensleben nach Schollene eingemeindet.

### Einwohnerentwicklung
| Jahr | Einwohner |
| ---- | --------- |
| 1818 | [00]055   |
| 1840 | [00]108   |
| 1864 | [00]147   |
| 1867 | 138       |
| 1871 | 126       |
| 1894 | [0]124    |

| Jahr | Einwohner |
| ---- | --------- |
| 1905 | 103       |
| 1910 | 095       |
| 1925 | 219       |
| 1933 | 212       |
| 1939 | 242       |
| 1946 | 305       |

| Jahr | Einwohner |
| ---- | --------- |
| 2017 | [00]058   |
| 2019 | [00]058   |
| 2020 | [00]061   |
| 2021 | [00]052   |
| 2022 | [0]048    |

Quellen: 1867 bis 1946 Unterlagen der Volkszählung

## Religion
Die evangelischen Christen sind eingepfarrt in die Kirchengemeinde Ferchels, die früher zur Pfarrei in Schollene gehörte, und die heute betreut wird vom Pfarrbereich Schönhausen des Kirchenkreises Stendal im Propstsprengel Stendal-Magdeburg der Evangelischen Kirche in Mitteldeutschland.